# Geschiedenis van de psychiatrie

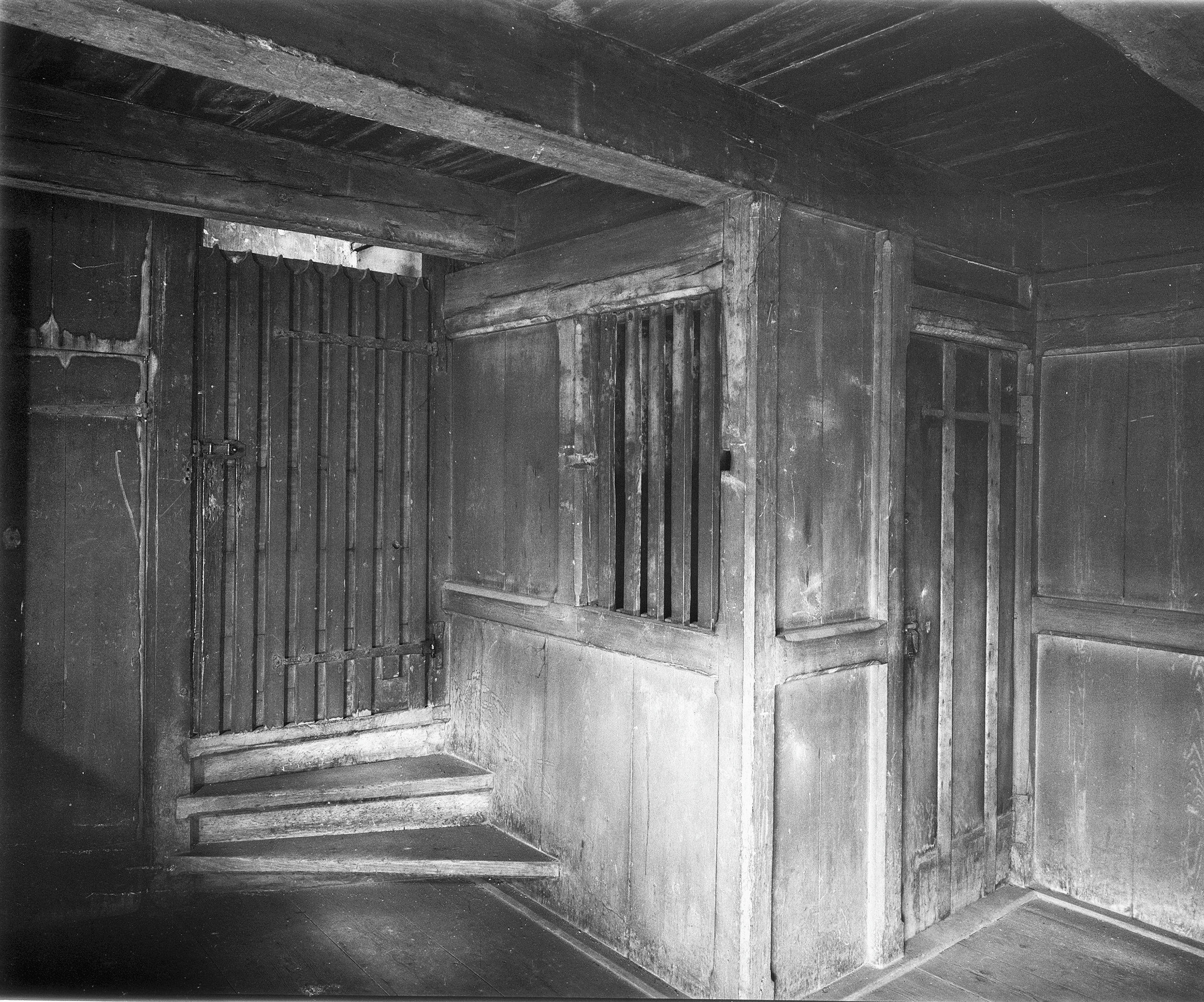
Zeventiende-eeuws dolhuis te Delft

Dit artikel geeft een overzicht van de geschiedenis van de psychiatrie.

## Primitieve culturen
In de vroegste culturen werden "gedragsgestoorden" beschouwd als bezeten door een oergeest, natuurgeest of demon. Ook kon er sprake zijn van een overleden voorouder die uit wraak bezit had genomen van de zieke. Remedie kon zijn een schedelboring (schedeltrepanatie) zodat de geest uit het hoofd kon ontsnappen, of zich besmeren met uitwerpselen. Toch werden geesteszieken ook met ontzag behandeld. Zij waren immers in staat met de goden te communiceren. Vaker echter werden geestelijk zieken gemarteld of uitgebannen om de demonen te verdrijven.

## Griekenland
In Sparta werden gehandicapte kinderen onmiddellijk bij de geboorte gedood. De samenleving was gericht op het produceren van goede soldaten. Gehandicapten werden beschouwd als waardeloos.
De invloed van slechte goden (bijvoorbeeld de godin Mania) werden beschouwd als de voornaamste oorzaak. De invloed van de goden blijkt ook uit het feit dat de Grieken epilepsie beschouwde als een 'heilige' ziekte. Belangrijkste therapie was het verblijf in een tempel gewijd aan bijvoorbeeld Asklepios. De god openbaarde zich tijdens het verblijf in dromen die werden geduid door arts-priesters.
Later, bij de opkomst van de antieke medische wetenschap (ca. 800 v Chr.), werd door Hippocrates de oorzaak gezocht in een onjuiste verhouding van de vier lichaamsvochten (Humores) bloed, slijm, gele gal en zwarte gal. Op basis hiervan kwam hij tot een viertal temperamenten: sanguin, flegmatisch, cholerisch en melancholisch. Hij tracht de juiste verhouding tussen de lichaamsvochten te herstellen door aderlaten en braaktherapieën, door het afzuigen van gal en slijmen door ontlastende of waterafdrijvende kruiden. De oorzaak voor krankzinnigheid werd door Hippocrates gezocht in het hoofd en bestreden met koude of warme baden, rust, dieet. Zang en muziek werden gebruikt als afleiding. Hippocrates koos voor een indeling van geesteszieken op basis van empirische waarnemingen. Zes vormen van geestesziekte werden door hem beschreven: phrenitis, manie, melancholie, epilepsie, hysterie en scytische ziekte.
Plato koos voor een etiologische/rationalistische benadering. Hij stelde dat geestesziekten een goddelijke oorzaak hadden:
1. Profetische krankzinnigheid (afkomstig van Apollo)
2. Religieuze krankzinnigheid (afkomstig van Dionysos)
3. Poetische krankzinnigheid (afkomstig van de muzen)
4. Erotische krankzinnigheid (afkomstig van zowel Aphrodite als Eros)

Asclepiades van Bithynië (124 - circa 40) maakte onderscheid tussen waandenkbeelden en hallucinaties en beschreef enkele vormen van geestesstoornissen. De oorzaak hiervan kon volgens hem zowel lichamelijk als geestelijk zijn.

## Rome
In de Romeinse cultuur was de omgang met geesteszieken te verklaren vanuit twee visies: repressie en therapie.
1. Repressie: geestesziekte werd beschouwd als een poging te ontkomen aan maatschappelijke verplichtingen. De reactie van de maatschappij was opsluiting of marteling.
2. Therapie: hierbij werd geestesziekte beschouwd als een symptoom van stress als een reactie op de omgeving. Voorschreven werd rust en regelmaat, muziek en aangenaam gezelschap. Maar ook andere vreemde geneeswijzen kwamen in opkomst, zoals het drinken van schildpaddenbloed, het eten van muizendrek en het gebruik van amuletten.

Zowel bij de Grieken als de Romeinen werd de geestesziekte aanvankelijk vastgesteld door de familie, later door rechters. Een wettelijke basis was er echter niet. Geesteszieken hadden geen rechten en werden beschouwd als wilsonbekwaam. Verzorging was voornamelijk in handen van de familie.
Soms werden geesteszieken gebruikt als nar aan het hof van de keizer. Deze hofnarren of 'natuurlijke narren' kregen een goede verzorging. Ze werden beschouwd als curiosa en dienden als statussymbool.
Claudius Galenus van Pergamon (130 n Chr. - 200 n Chr.) werkte de theorie van Hippocrates verder uit tot de beschrijving van vier persoonlijkheidstypen (temperamentenleer). Volgens hem stond de psychische gesteldheid van een mens in verhouding tot de lichamelijke gezondheid. Als therapieën gebruikte Galenus baden, lichaamsoefeningen, rustkuren, muziek en aderlatingen.

## Noord-Afrika
Belangrijkste therapie: rust, massage, dieet, baden, plantenextracten en muziektherapie. In de zevende eeuw bestond er in Fez in Marokko een krankzinnigengesticht.

## Vroege christelijke periode
Tot het begin van de westerse jaartelling werden alle afwijkende mensen buiten de samenleving geplaatst of gedood. Hierbij dient opgemerkt te worden dat veel geesteszieken gewoon een plaats binnen de maatschappij hadden. Veel mensen waren onderontwikkeld (analfabeet) en er waren nog geen algemene omgangsvormen zoals in de daaropvolgende eeuwen. Zolang je productief was binnen de gemeenschap werd je geaccepteerd.
Tussen de verschillende vormen van geesteszieken werd nog geen onderscheid gemaakt. De opvatting van Hippocrates dat geesteszieken een medische behandeling nodig hebben raakten in de middeleeuwen op de achtergrond door het geloof in exorcisme en hekserij. Geesteszieken werden gezien als bezeten door de duivel. Verstoten worden door de maatschappij en te gaan zwerven was de enige optie om te ontkomen aan de brandstapel of als rariteit te verschijnen op de kermis. Om die reden werden geesteszieken aanvankelijk ook niet opgenomen in de kerkelijke of kloosterlijke zorg. Men was bang de duivel binnen te halen. Mensen werden dan ook in die tijden gesloten in een dolkamer.

## Middeleeuwen 1100 - 1500

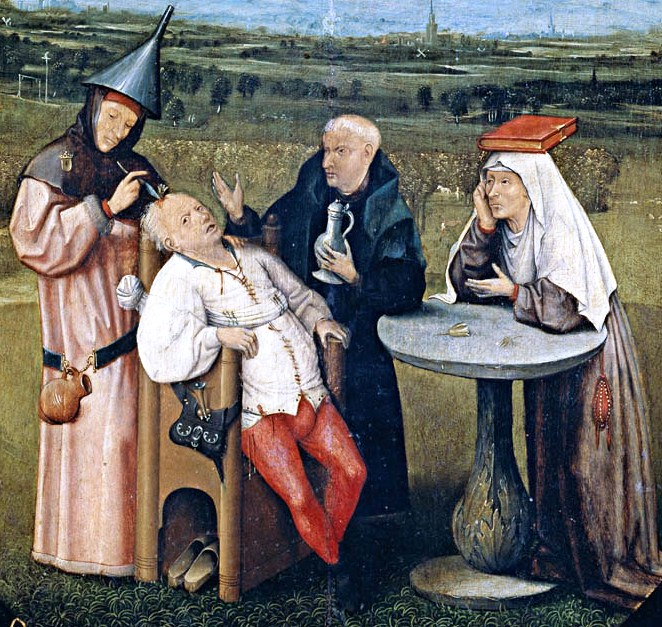
Keisnijding ter verlichting van krankzinnigheid. (Schilderij door Hieronymus Bosch uit circa 1500)

Met de opkomst van de kerk kregen geesteszieken "het recht op leven". De eerste vormen van zorg voor deze categorie patiënten ontstonden. Binnen de christelijke gemeenschap werden verstandelijk gehandicapten gezien als "Kinderen van God". Net als bij de eerste culturen werden geesteszieken soms beschouwd als boodschappers van god. In dit verband wordt genoemd Margery Kempe (Engeland, 1373 -1440), die in die tijd bekend was vanwege haar contact met de Maagd Maria, Jezus en God de Vader. In sommige kloosterorden werden geesteszieken opgenomen en verzorgd.
Rond 1200 ontstond in de steden de organisatie van zorg voor zieken. Hierbij werd onderscheid gemaakt tussen zieken en bejaarde hulpbehoevenden en de lijders aan besmettelijke ziekten en (agressieve) geesteszieken. Voor de laatste categorie werden speciale gasthuizen gesticht: dolhuizen. Het eerste dolhuis in Europa is de Sint-Jan-ten-Dullen of Sint-Jan-in-de-Olie in Gent, opgericht in 1191. De eerste dolhuizen in Spanje verschenen in 1409 (Valencia en Sevilla). In 1442 werd in Den Bosch het Reijnier van Arkelhuis gesticht. In 1461 volgde de Willem Arntsz Stichting met een dolhuis in Utrecht. Hierbij werd gebruikgemaakt van de nalatenschap van Willem Arntsz. Amsterdam kreeg het eerste dolhuis aan Kloveniersburgwal op de hoek van de Spinhuissteeg in 1562. In deze dolhuizen werden geesteszieken met "zorg" verpleegd. Tijdens de middeleeuwen was de geneeskunst gebaseerd op twee principes: de theorieën van Hippocrates en volksgeneeskunde. Bij geesteszieken geloofde men dat door het schrikken de ziekte door de schrik zal verdwijnen. Men nam het niet erg nauw hoe dit schrikken plaats dienden te vinden. Het toepassen van geselingen kwam regelmatig voor. Om te voorkomen dat de zieken godslasteringen zou uiten werd geadviseerd de zieken te stikken in een kussen ("het smoren van de dollen").
De overheersende opvatting in de middeleeuwen was dat geesteszieken nutteloos waren. Toen aan Luther een verstandelijk en lichamelijk gehandicapte werd getoond noemde hij deze een 'massa carnis' (Bonk vlees). De Nederlandse Hugo de Groot had de mening dat mismaakte geborenen niet menselijk waren en bij de geboorte onmiddellijk gedood moesten worden.
De vervolging van ketters, inquisitieprocessen en heksenvervolging leidden tot het vervolgen van geesteszieken. Johannes Wier (1515 - 1588) streed hier tegen en beschouwde heksen als geestesziek. In zijn visie behoorden geesteszieken in de eerste plaats een medische behandeling nodig te hebben. Het bezeten zijn was in de eerste plaats een gevolg van lichamelijke zwakte of ziekte zoals melancholie. Daarmee kan Johannes Wier worden beschouwd als de eerste psychiater.

## Vroeg moderne tijd 1500 - 1800
Felix Platter (1536 - 1614) was net als Johannes Wier van mening dat natuurlijke oorzaken geesteszieken tot gevolg kunnen hebben. Naar aanleiding van observaties beschreef hij een aantal ziektebeelden en hun symptomen. Op grond hiervan ontstond de eerste classificatie.
Tijdens deze periode werden de algemene omgangsvormen verfijnd. Mensen raken meer ontwikkeld. Gevolg is dat geesteszieken (en andere "afwijkende" mensen zoals misdadigers, wezen, bedelaars, gehandicapten en oproerkraaiers) binnen een dergelijke gemeenschap eerder opvallen en hierdoor een grotere kans hadden verstoten te worden uit de maatschappij, bijvoorbeeld door gedwongen opname in een dolhuis of pesthuis.
Net als in de middeleeuwen geloofde men in de renaissance dat geesteszieken bezeten waren door de duivel. Belangrijk verschil is de schuldvraag. In de middeleeuwen lag de schuld bij de bezetene omdat deze een pact zou hebben gesloten met de duivel. In de renaissance geloofde men dat de bezetene overmeesterd was door de duivel en dus hiervan te genezen waren door het verdrijven (Exorcisme) van de duivel.
In de zeventiende eeuw zorgde economische motieven voor een verschuiving van dolhuis naar tuchthuis. Binnen deze instellingen moest dwangarbeid worden verricht. Nuttelozen konden zich op deze manier alsnog economisch rendabel maken. Een bekend voorbeeld hiervan was het Hôpital Général in Parijs, opgericht in 1656. Dit gasthuis stond model voor vele andere gasthuizen in de rest van Europa. In eerste instantie was dit gasthuis bedoeld voor de opvang van iedereen die niet in eigen onderhoud kon voorzien. Verblijf was niet vanuit liefdadigheid. Opname was verplicht voor iedereen die zich buiten de maatschappelijke normen plaatsten, om wat voor reden (armoede, ziekte) dan ook. "Behandeling" bestond uit een strikt levensritme en het verrichten van dwangarbeid. Dit alles om de inkomsten van de instelling te vergroten. Door deze ontwikkelingen was de diversiteit in opbouw van de populatie binnen deze instelling gering. In de volksmond werden alle instellingen samengevat in de term "Het gesticht". Tot in de negentiende eeuw was het bezoek aan gestichten volksvermaak ("aapjes kijken").
De Nederlander Balthasar Bekker (1634 - 1698) bestreed het bijgeloof bij geesteszieken. Hij kreeg echter weinig bijval. De vervolging, verbanning, foltering en verbranding van geesteszieken duurde voort tot de helft van de 18e eeuw. Daarna verdwijnt het geloof in bezetenheid en hekserij.
In de daaropvolgende periode ontstaat er een belangrijke maatschappelijke en filosofische omwenteling. De Franse Revolutie, industriële revolutie en tal van wetenschappelijke ontdekkingen in de loop van de 19e eeuw droegen bij tot het besef dat geesteszieken in de eerste plaats lichamelijk ziek waren en dus een specifieke medische verzorging nodig hebben. De band tussen religie (de geesteszieke als bezeten door de duivel) en psychiatrie werd hiermee definitief verbroken.
Er ontstond een verschuiving van patiënten van dolhuis naar krankzinnigengesticht. Het aantal opnames steeg enorm. Patiënten werden verpleegd door ongeschoold personeel op basis van intuïtie. Er werden behandelingen toegepast specifiek gericht op het genezen van een aandoening zonder dat men wist wat de oorzaak was van de geesteziekte. Zo beschouwde men masturbatie als een belangrijke oorzaak van krankzinnigheid. De Amerikaanse psychiater Benjamin Rush herstelde de middeleeuwse gewoonte geesteszieken te laten schrikken in de veronderstelling dat doodsangst krankzinnigheid kon herstellen. De verklaring voor krankzinnigheid zou een overschot van bloed in de hersenen zijn. Onder meer op grond van deze theorieën werden geesteszieken nog steeds opgesloten en gefolterd om hen tot de rede te brengen. Belangrijkste therapieën:
- toepassing van methoden de hoeveelheid bloed in de hersenen te laten dalen: bijvoorbeeld door aderlating, toepassing van de laars van Junod of het snel laten ronddraaien van de patiënt (Rotatietherapieën).
- patiënten in doodsangst brengen door deze bijna te laten verdrinken of onder te dompelen in ijskoud water.
- het fixeren van onrustige patiënten in een dwangstoel, waarbij de armen naar achteren konden worden getrokken. Wie kleren stuk beet kreeg een ijzeren beugel in de mond.[7]

## Veranderende inzichten 1800 - 1900
De omslag die was ingezet aan het einde van de 18e eeuw zette zich voort in de 19e eeuw. Er ontstond meer behoefte aan classificatie van geestesziekten. Bovendien kwam er langzaam aan meer aandacht voor de kwaliteit van de zorg.
De medische wetenschap gaat vanaf deze tijd uit van de indeling Lichaam - Ziel - Geest. Hierdoor ontstaat een specifieke tak binnen de geneeskunde gericht op het onderzoeken, behandelen en genezen van ziekten van de geest. De arts Johann Christian Reil bedenkt in 1808 de term psychiatrie. De term 'psychiater' werd overigens niet gebruikt: men sprak van aliënist. Het werk van Wilhelm Griesinger (1817 - 1868) en Emil Kraepelin (1856 - 1926) leidde tot de classificatie van veel psychiatrische ziektebeelden. Met name dementia preacox (schizofrenie) en de manisch depressieve psychose worden erkend als specifieke ziektebeelden. Andere in die tijd bekende ziektebeelden waren hysterie en neurasthenie. Niet alle geesteszieken werden nu meer gediagnosticeerd als "krankzinnig". Verstandelijk gehandicapten vielen ook binnen het psychiatrisch kader, werden ze voorheen simpelweg "idioot" of "onnozel" genoemd, nu werd de gangbare medische term oligofreen (zwakzinnige).
De arts Pinel (1745 - 1826, Frankrijk) maakte school met een nieuwe vorm van verpleging, waarbij geen dwangmiddelen of geweld werden toegepast (no restraints). Patiënten werden zo veel mogelijk vrij (binnen de instelling) gelaten. In Nederland werd dit systeem overgenomen door Dr. Everts (1810 - 1883) en toegepast in het gesticht Meer en Berg bij Santpoort. Het werken in werkplaatsen en moestuinen werd ingevoerd. De instellingen veranderden in zelfvoorzienende minimaatschappijtjes compleet met bakker, slager en boerderij.
Toch werden ook allerlei machines ontworpen om de krankzinnige te bedwingen. De behandeling bestond verder uit toedienen van kalmerende middelen (opiaten, chloral, paraldehyde), aderlaten, laxeren en braakmiddelen. Jean-Étienne Esquirol (1742 - 1840) zet het werk van Pinel voort.

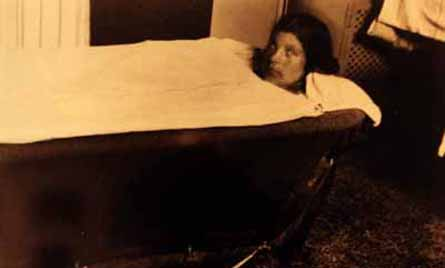
Badverpleging

Gevolg van de medische ontdekkingen in de negentiende eeuw is dat de mens steeds meer werd gezien als een verzameling organen en weefsels. Psychiatrische patiënten werden bijvoorbeeld vooral als lichamelijk ziek beschouwd ("hersenlijder") en diende daarom in bed te worden verpleegd. Door lichamelijke rust komen ook de hersenen tot rust. Bovendien was hiermee observatie beter mogelijk. Belangrijke verpleegkundige handelingen: temperatuur meten, observatie van voeding en uitscheidingspatroon en het in bedwang houden van de patiënten. Voor het laatste werden diverse vrijheidsbeperkende maatregelen gebruikt. Bij zeer onrustige patiënten werd badverpleging toegepast, waarbij een patiënt meerdere uren per dag in bad werd verpleegd.
Er ontstaan eind negentiende eeuw steeds meer opvattingen over het ontstaan van geestesziekten. Overigens zonder dat daarvoor wetenschappelijk bewijs was geleverd. In 1893 werden resultaten van onderzoek gepubliceerd van Joseph Breuer (1842 - 1935) en zijn toenmalige assistent Sigmund Freud (1856 - 1939). Kern van hun bevindingen is dat elke neurose het gevolg is van onverwerkte, naar het onderbewuste verdrongen (psychotraumatische) belevingen. Hierdoor wordt de basis gelegd voor de psychoanalyse.
In Nederland verzorgde het echtpaar Johannes van Duuren en Maria van Vulpen vanaf 1838 in het Cellebroederhuis in Nijmegen psychiatrische patiënten op een voor die tijd geheel nieuwe manier. Patiënten mochten vrij rondlopen in plaats van vastgeketend te worden. Men ging op menslievende wijze om met de 'ongelukkige kinderen'. Ze kregen normale kleding en een gewoon bed. Er werd gezocht naar een zinvolle dagbesteding, waarbij gekeken werd naar (werk)ervaring. In plaats van dwang werd geprobeerd de geesteszieke te laten functioneren in een van de buitenwereld afgeschermde wereld. Op den duur konden acht van de elf patiënten die Van Duuren als opzichter onder zijn hoede had zelfs ontslagen worden.
Dankzij de invloed van J.L.C. Schroeder van der Kolk (arts dolhuis (Utrecht)) treedt op 5 oktober 1841 in Nederland de krankzinnigenwet in werking. Deze wet regelde de opname en ontslag van een patiënt, het staatstoezicht op de zorg. De regeling van het staatstoezicht op krankzinnigen volgde in 1884. Hierdoor ontstaat een wettelijke basis voor het minimale aantal dokters en het maximale aantal patiënten. Daarnaast bevorderde deze wet het toepassen van een geneeskundige behandeling, waardoor het gebruik van dwangmiddelen afnam. Beide wetten hebben geleid tot verbetering van de zorg. Geesteszieken mochten niet meer worden opgenomen in gevangenissen. Hierdoor raakten de instellingen overbevolkt, waardoor de kwaliteit van zorg sterk te wensen overliet. Daarnaast trekt door de slechte arbeidsomstandigheden het werk ongeschoold personeel aan.
Johannes Nicolaas Ramaer (1817 - 1887) organiseert de zorg verder. Hij stimuleert de aanschaf van apparatuur voor elektrotherapie, neemt maatregelen om suïcide te voorkomen en voert de paviljoenbouw in. Daarnaast droeg hij bij aan een verder classificatie van psychosen. In 1871 wordt mede door hem de Nederlandse Vereniging van psychiatrie opgericht.
Na 1890 verbetert de zorg door het starten van opleidingen en het verbeteren van de werkomstandigheden. De ontwikkelingen in de reguliere geneeskunde en de opkomst van de ziekenhuizen speelde hierbij een rol.
Voor verstandelijk gehandicapten werd in Abendberg Zwitserland de eerste instelling geopend (1844). In Nederland volgde hofpredikant Van Koetsveld met het "idioten-internaat" in 1856 (Den Haag).
Eind 19e eeuw werkt Sigmund Freud zijn theorieën verder uit. De onderdrukking van seksuele driften in de Jeugdjaren zou zich in de volwassen leeftijd openbaren als neurosen.

## Moderne Tijd 1900 - heden

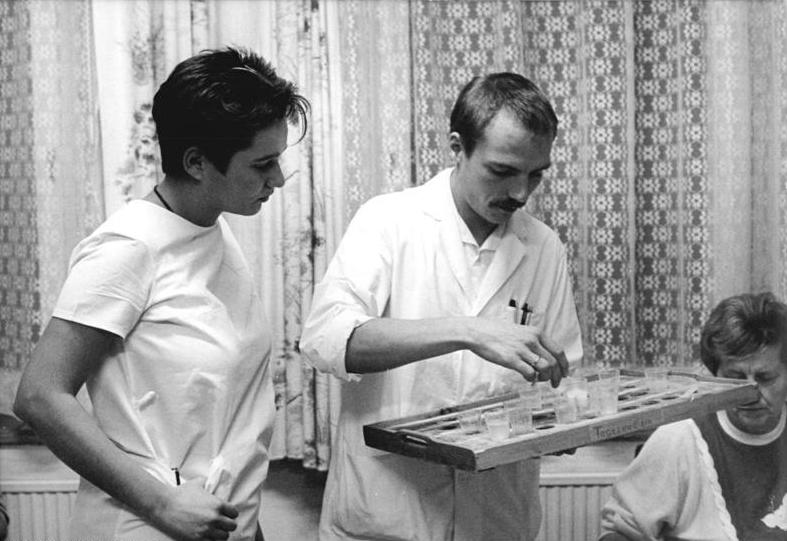
Tweede helft 20e eeuw; farmacotherapie

Tijdens de Eerste Wereldoorlog wordt het begrip shellshock beschreven als psychotisch verschijnsel. Soms werden soldaten met shell shock beschuldigd van desertie en geëxecuteerd. In Nieuw-Zeeland leidde dit tot de Shot at Dawn Campaign.
Tot laat in de twintigste eeuw viel de zorg voor verstandelijk gehandicapten onder de psychiatrie, een ander voorbeeld van voortschrijdend inzicht is homoseksualiteit, dat tot 1973 door de American Psychiatric Association – ingevolge haar DSM-II (editie 1968), een over de hele wereld als standaard gebruikt diagnostisch handboek – als een psychiatrische aandoening werd beschouwd.
Tot de jaren vijftig waren voor veel psychiatrische aandoeningen geen medicijnen beschikbaar.
Na 1925 kregen de ideeën van prof. W.M. van der Scheer grote invloed. Een zinnige daginvulling door allerlei vormen van arbeidstherapie en andere bezigheden voorkwam verveling en was gericht op verbetering van de geestesziekte. Het doorvoeren van deze zogenoemde 'actievere therapie' had grote invloed op de wijze van verplegen: de 'bewakers' werden 'begeleiders'.
In 1948 werden de psychiatrie en neurologie gescheiden in aparte onderzoeksgebieden. Vóór 1948 noemden artsen zich neuropsychiaters. De scheiding tussen deze twee werkvelden zorgde voor een verdeling tussen patiënten met fysieke ziekten (neurologie) en patiënten met psychische problemen (psychiatrie).
Na 1950 werd de verklaring voor psychiatrische stoornissen vooral gezocht in sociale en maatschappelijke oorzaken. Modern onderzoek laat duidelijker zien dat een groot deel van de psychische stoornissen veroorzaakt wordt door genetische factoren. Voor autisme is dit bijvoorbeeld 90 procent. Daarnaast spelen biologische factoren een belangrijke rol, zoals prenatale beschadiging van de vrucht door intoxicaties en virusinfecties via de moeder. Verwacht wordt dat moleculaire genetica en hersenonderzoek zullen leiden tot een nieuwe classificatie van psychiatrische stoornissen. Over de effectiviteit van behandelingen in de psychiatrie verzamelt het Trimbos-instituut tweejaarlijks gegevens.